# Doyen de l'humanité

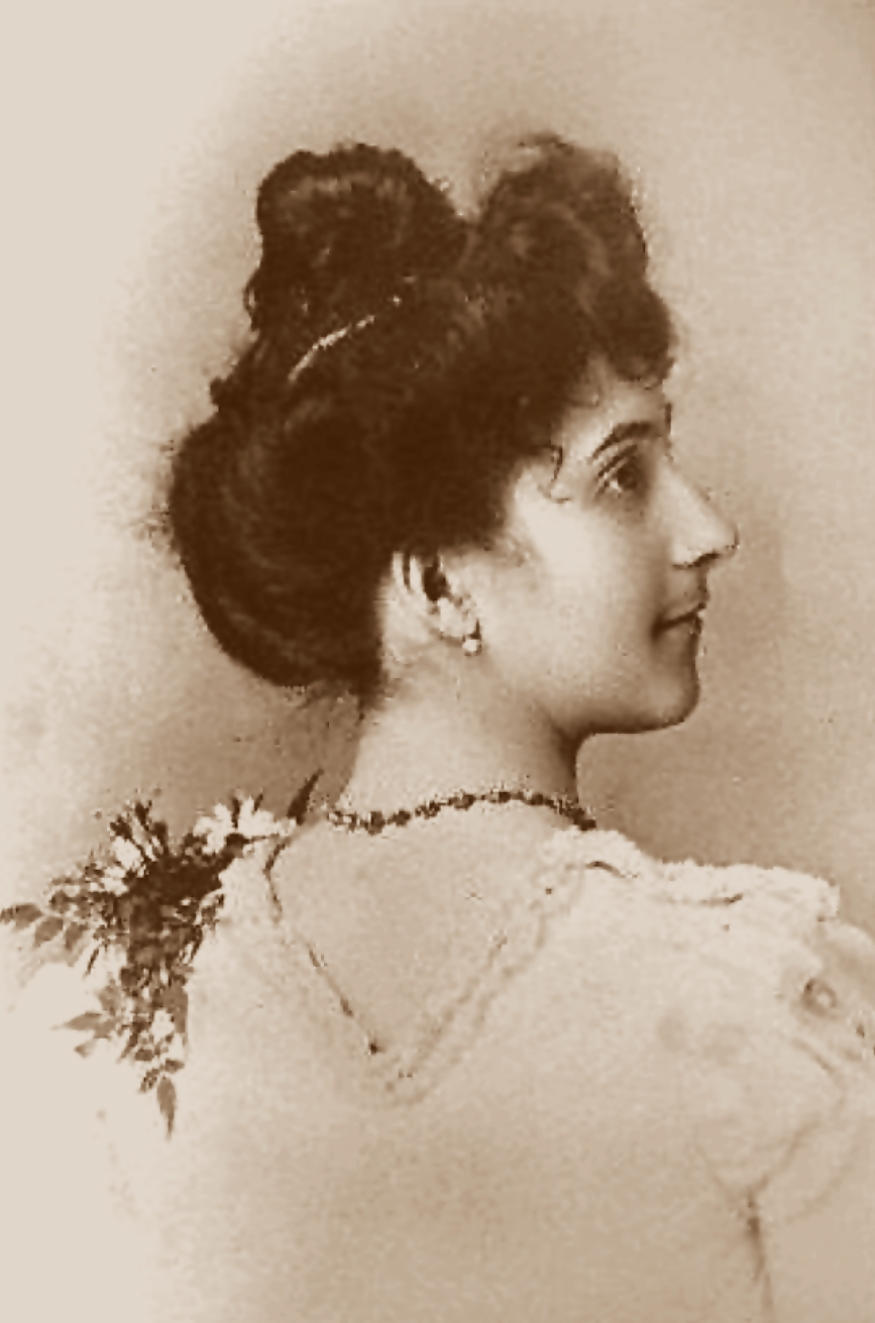
Jeanne Calment, personne enregistrée la plus âgée de tous les temps.

Le doyen ou la doyenne de l’humanité est la personne qui, à un moment donné, est la plus âgée de l'humanité, ou tout au moins celle qui est reconnue comme telle.
L'Anglaise Ethel Caterham née le 21 août 1909 est la doyenne de l'humanité depuis le 30 avril 2025, date du décès de la Brésilienne Inah Canabarro Lucas, en religion Sœur Inah, née le 8 juin 1908.
Le record de longévité prouvé, femmes et hommes confondus, est actuellement détenu par la Française Jeanne Calment, qui a vécu jusqu'à l'âge de 122 ans et 164 jours. Chez les hommes, le record est détenu par le Japonais Jirōemon Kimura, qui a vécu jusqu'à l'âge de 116 ans et 54 jours.

## Liste (avant 1948)
Liste des doyens connus ou présumés décédés avant 1948,. Il s'agit cependant d'une liste non officielle, puisque le titre de doyen de l'humanité n'a été établi qu'à partir de 1948.
| Devenu(e) doyen(ne) le | Nom                      | Devenu(e) doyen(ne) à l’âge de | Naissance          | Décès            | Âge au décès ou actuel | Durée         | Pays d’origine         | Sexe |
| ---------------------- | ------------------------ | ------------------------------ | ------------------ | ---------------- | ---------------------- | ------------- | ---------------------- | ---- |
| NC                     | Eilif Philipsen,         | ?                              | 21 juillet 1682    | 20 juin 1785     | 102 ans et 333 jours   | Pas de donnée | Norvège                | M    |
| NC                     | Cornelius Crich          | ?                              | 24 octobre 1687    | 23 mars 1789     | 101 ans et 150 jours   | Pas de donnée | Royaume-Uni            | M    |
| NC                     | Ferdinand Ashmall,       | ?                              | 9 janvier 1695     | 5 février 1798   | 103 ans et 27 jours    | Pas de donnée | Royaume-Uni            | M    |
| NC                     | Bartholomew Johnson      | ?                              | 3 octobre 1710     | 14 février 1814  | 103 ans et 127 jours   | Pas de donnée | Royaume-Uni            | M    |
| 14 février 1814        | Johanna Perryman         | 100                            | 1er novembre 1713  | 4 février 1816   | 102 ans et 95 jours    | 720 jours     | Royaume-Uni            | F    |
| NC                     | Lorenzo Malori,          | ?                              | 27 août 1724       | 16 mars 1830     | 105 ans et 201 jours   | Pas de donnée | Italie                 | M    |
| 16 mars 1830           | Marie-Louise Plante,     | 105                            | 10 mars 1725       | 14 juin 1832     | 107 ans et 96 jours    | 821 jours     | Canada                 | F    |
| NC                     | Pierre Darcourt          | ?                              | 23 janvier 1729    | 11 mai 1837      | 108 ans et 108 jours   | Pas de donnée | Belgique               | M    |
| NC                     | Marie-Rosalie Lizotte    | ?                              | 25 décembre 1738   | 5 mars 1847      | 108 ans et 70 jours    | Pas de donnée | Canada                 | F    |
| NC                     | Willem van Renterghem    | ?                              | 6 décembre 1782    | 24 octobre 1888  | 105 ans et 323 jours   | Pas de donnée | Belgique               | M    |
| 24 octobre 1888        | Marie d'Evergroote       | 105                            | 18 octobre 1783    | 24 mars 1892     | 108 ans et 148 jours   | 1247 jours    | Belgique               | F    |
| 24 mars 1892           | Lavina Hansdatter        | 104                            | 5 septembre 1787   | 16 mai 1893      | 105 ans et 253 jours   | 418 jours     | Norvège                | F    |
| 16 mai 1893            | Kirsti Skagen            | 105                            | 8 mai 1788         | 24 novembre 1897 | 109 ans et 200 jours   | 1653 jours    | Norvège                | F    |
| 24 novembre 1897       | Geert Adriaans Boomgaard | 109                            | 21 septembre 1788  | 3 février 1899   | 110 ans et 135 jours   | 440 jours     | Pays-Bas               | M    |
| 3 février 1899         | Margaret Ann Neve        | 106                            | 18 mai 1792        | 4 avril 1903     | 110 ans et 321 jours   | 1520 jours    | Royaume-Uni            | F    |
| NC                     | Salome Sellers           | ?                              | 19 octobre 1800    | 9 janvier 1909   | 108 ans et 82 jours    | Pas de donnée | États-Unis             | F    |
| NC                     | Ann Pouder,              | ?                              | 3 mai 1808         | 10 juillet 1917  | 109 ans et 68 jours    | Pas de donnée | Royaume-Uni États-Unis | F    |
| 10 juillet 1917        | Sarah Gardiner           | 105                            | 9 juillet 1812     | 25 décembre 1918 | 106 ans et 169 jours   | 533 jours     | Royaume-Uni            | F    |
| 25 décembre 1918       | Louisa Thiers            | 104                            | 2 octobre 1814     | 17 février 1926  | 111 ans et 138 jours   | 2611 jours    | États-Unis             | F    |
| 17 février 1926        | Delina Filkins           | 110                            | 4 mai 1815         | 4 décembre 1928  | 113 ans et 214 jours   | 1021 jours    | États-Unis             | F    |
| 4 décembre 1928        | Katherine Plunket        | 108                            | 22 novembre 1820   | 14 octobre 1932  | 111 ans et 327 jours   | 1410 jours    | Irlande                | F    |
| NC                     | Rachel Swain,            | ?                              | 1er septembre 1830 | 12 octobre 1938  | 108 ans et 41 jours    | Pas de donnée | Royaume-Uni            | F    |
| 12 octobre 1938        | Mary Davey,              | 106                            | 3 juillet 1832     | 2 octobre 1940   | 108 ans et 91 jours    | 721 jours     | Royaume-Uni            | F    |
| 2 octobre 1940         | Anna Wheeler,            | 107                            | 5 mars 1833        | 19 décembre 1943 | 110 ans et 289 jours   | 1173 jours    | États-Unis             | F    |
| NC                     | Elizabeth Sellwood       | ?                              | 21 juin 1840       | 19 mars 1948     | 107 ans et 272 jours   | Pas de donnée | Royaume-Uni            | F    |

## Liste (depuis 1948)

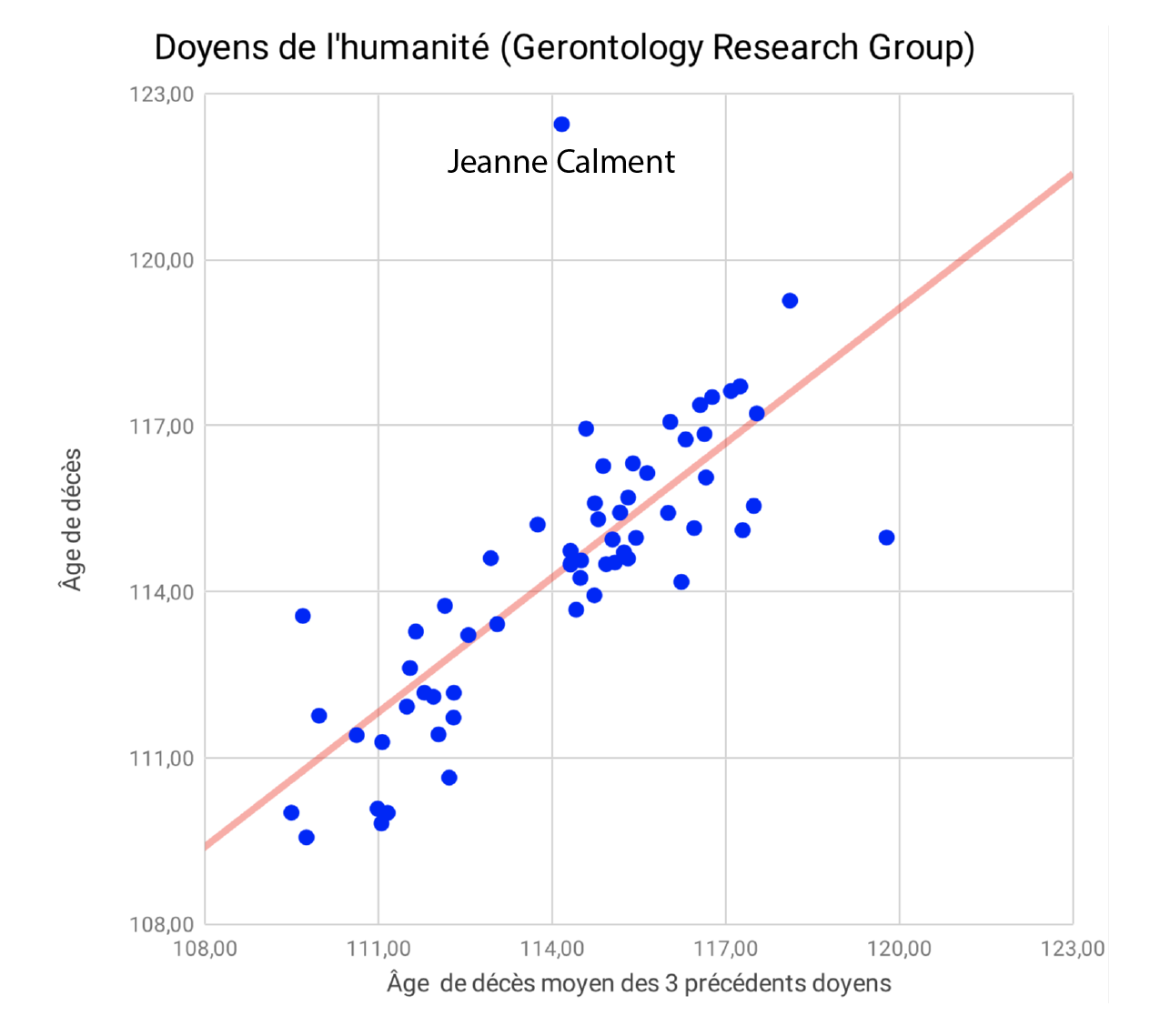
Répartition des doyens depuis 1955 selon leur âge de décès et l'âge moyen des doyens de leur époque.

Depuis 1948, les doyens de l’humanité successifs dont l’identité a pu être vérifiée sont présentés dans la liste suivante établie à partir du Gerontology Research Group.
| Devenu(e) doyen(ne) le | Nom                             | Devenu(e) doyen(ne) à l’âge de | Naissance          | Décès             | Âge au décès ou actuel | Durée       | Pays d’origine         | Sexe |
| ---------------------- | ------------------------------- | ------------------------------ | ------------------ | ----------------- | ---------------------- | ----------- | ---------------------- | ---- |
| 19 mars 1948           | Lucy Woodman                    | 106                            | 3 mai 1841         | 28 avril 1951     | 109 ans et 360 jours   | 1 135 jours | États-Unis             | F    |
| 28 avril 1951          | Nancy Merriman                  | 109                            | 19 décembre 1841   | 14 janvier 1954   | 112 ans et 26 jours    | 992 jours   | États-Unis             | F    |
| 14 janvier 1954        | Betsy Baker                     | 111                            | 20 août 1842       | 24 octobre 1955   | 113 ans et 65 jours    | 648 jours   | Royaume-Uni États-Unis | F    |
| 24 octobre 1955        | Jennie Howell                   | 110                            | 11 février 1845    | 16 décembre 1956  | 111 ans et 309 jours   | 418 jours   | Royaume-Uni États-Unis | F    |
| 16 décembre 1956       | Mathias Hansen Saether          | 108                            | 21 octobre 1848    | 7 janvier 1957    | 108 ans et 78 jours    | 22 jours    | Norvège                | M    |
| 7 janvier 1957         | Catherine Waller                | 108                            | 1er décembre 1848  | 4 janvier 1959    | 110 ans et 34 jours    | 727 jours   | États-Unis             | F    |
| 4 janvier 1959         | Christina Karnebeek-Backs       | 109                            | 2 octobre 1849     | 7 octobre 1959    | 110 ans et 5 jours     | 276 jours   | Pays-Bas               | F    |
| 7 octobre 1959         | Robert Early                    | 109                            | 8 octobre 1849     | 9 octobre 1960    | 111 ans et 1 jour      | 368 jours   | États-Unis             | M    |
| 9 octobre 1960         | Nettie Minick                   | 109                            | 3 avril 1851       | 28 novembre 1960  | 109 ans et 239 jours   | 50 jours    | États-Unis             | F    |
| 28 novembre 1960       | Mary Kelly                      | 108                            | 7 juin 1851        | 30 décembre 1964  | 113 ans et 206 jours   | 1 493 jours | États-Unis             | F    |
| 30 décembre 1964       | James King                      | 110                            | 15 novembre 1854   | 5 juin 1967       | 112 ans et 202 jours   | 887 jours   | États-Unis             | M    |
| 5 juin 1967            | Narcissa Rickman,               | 111                            | 13 septembre 1855  | 21 octobre 1968   | 113 ans et 38 jours    | 504 jours   | États-Unis             | F    |
| 21 octobre 1968        | Tome Horigome                   | 111                            | 22 janvier 1857    | 14 novembre 1968  | 111 ans et 297 jours   | 24 jours    | Japon                  | F    |
| 14 novembre 1968       | Marie Bernátková                | 111                            | 22 octobre 1857    | 4 février 1969    | 111 ans et 105 jours   | 82 jours    | Tchécoslovaquie        | F    |
| 4 février 1969         | Haruno Shimada                  | 111                            | 24 décembre 1857   | 31 décembre 1969  | 112 ans et 7 jours     | 236 jours   | Japon                  | F    |
| 31 décembre 1969       | Ada Roe                         | 111                            | 6 février 1858     | 11 janvier 1970   | 111 ans et 339 jours   | 11 jours    | Royaume-Uni            | F    |
| 11 janvier 1970        | Kitty Harvey                    | 109                            | 12 janvier 1860    | 10 juillet 1972   | 112 ans et 180 jours   | 911 jours   | États-Unis             | F    |
| 10 juillet 1972        | Josefa Salas Mateo              | 109                            | 14 juillet 1860    | 27 février 1973   | 112 ans et 228 jours   | 232 jours   | Espagne                | F    |
| 27 février 1973        | Alice Stevenson                 | 111                            | 10 juillet 1861    | 18 août 1973      | 112 ans et 39 jours    | 172 jours   | Royaume-Uni            | F    |
| 18 août 1973           | Ettie Crist                     | 111                            | 14 février 1862    | 10 janvier 1974   | 111 ans et 330 jours   | 145 jours   | États-Unis             | F    |
| 10 janvier 1974        | Laurence Entiope                | 111                            | 9 décembre 1862    | 7 avril 1974      | 111 ans et 119 jours   | 87 jours    | France                 | F    |
| 7 avril 1974           | Mito Umeta                      | 110                            | 27 mars 1863       | 31 mai 1975       | 112 ans et 65 jours    | 419 jours   | Japon                  | F    |
| 31 mai 1975            | Niwa Kawamoto                   | 111                            | 17 septembre 1863  | 16 novembre 1976  | 113 ans et 60 jours    | 535 jours   | Japon                  | F    |
| 16 novembre 1976       | Alice Coles                     | 111                            | 28 août 1865       | 5 novembre 1978   | 113 ans et 69 jours    | 719 jours   | États-Unis             | F    |
| 5 novembre 1978        | Eliza Underwood                 | 112                            | 15 mars 1866       | 27 janvier 1981   | 114 ans et 318 jours   | 814 jours   | États-Unis             | F    |
| 27 janvier 1981        | Judia Ward                      | 112                            | 15 juin 1868       | 26 août 1981      | 113 ans et 72 jours    | 211 jours   | États-Unis             | F    |
| 26 août 1981           | Nellie Spencer                  | 112                            | 24 août 1869       | 13 novembre 1982  | 113 ans et 81 jours    | 444 jours   | États-Unis             | F    |
| 13 novembre 1982       | Emma Wilson                     | 112                            | 12 mai 1870        | 13 octobre 1983   | 113 ans et 155 jours   | 334 jours   | États-Unis             | F    |
| 13 octobre 1983        | Augusta Holtz                   | 112                            | 3 août 1871        | 21 octobre 1986   | 115 ans et 79 jours    | 1 104 jours | Allemagne États-Unis   | F    |
| 21 octobre 1986        | Mary McKinney                   | 113                            | 30 mai 1873        | 2 février 1987    | 113 ans et 248 jours   | 104 jours   | États-Unis             | F    |
| 2 février 1987         | Anna Eliza Williams             | 113                            | 2 juin 1873        | 27 décembre 1987  | 114 ans et 208 jours   | 328 jours   | Royaume-Uni            | F    |
| 27 décembre 1987       | Florence Knapp                  | 114                            | 10 octobre 1873    | 11 janvier 1988   | 114 ans et 93 jours    | 15 jours    | États-Unis             | F    |
| 11 janvier 1988        | Easter Wiggins                  | 113                            | 1er juin 1874      | 7 juillet 1990    | 116 ans et 36 jours    | 908 jours   | États-Unis             | F    |
| 7 juillet 1990         | Jeanne Calment                  | 115                            | 21 février 1875    | 4 août 1997       | 122 ans et 164 jours   | 2 582 jours | France                 | F    |
| 4 août 1997            | Marie-Louise Meilleur           | 116                            | 29 août 1880       | 16 avril 1998     | 117 ans et 230 jours   | 255 jours   | Canada                 | F    |
| 16 avril 1998          | Sarah Knauss                    | 117                            | 24 septembre 1880  | 30 décembre 1999  | 119 ans et 97 jours    | 623 jours   | États-Unis             | F    |
| 30 décembre 1999       | Ella Miller                     | 115                            | 6 décembre 1884    | 21 novembre 2000  | 115 ans et 351 jours   | 332 jours   | États-Unis             | F    |
| 21 novembre 2000       | Marie Brémont                   | 114                            | 25 avril 1886      | 6 juin 2001       | 115 ans et 42 jours    | 197 jours   | France                 | F    |
| 6 juin 2001            | Maude Farris-Luse               | 114                            | 21 février 1887    | 18 mars 2002      | 115 ans et 25 jours    | 285 jours   | États-Unis             | F    |
| 18 mars 2002           | Grace Clawson                   | 114                            | 15 novembre 1887   | 28 mai 2002       | 114 ans et 194 jours   | 71 jours    | Royaume-Uni États-Unis | F    |
| 28 mai 2002            | Adelina Domingues               | 114                            | 19 février 1888    | 21 août 2002      | 114 ans et 183 jours   | 85 jours    | Cap-Vert États-Unis    | F    |
| 21 août 2002           | Mae Harrington                  | 113                            | 20 janvier 1889    | 29 décembre 2002  | 113 ans et 343 jours   | 130 jours   | États-Unis             | F    |
| 29 décembre 2002       | Yūkichi Chūganji                | 113                            | 23 mars 1889       | 28 septembre 2003 | 114 ans et 189 jours   | 247 jours   | Japon                  | M    |
| 28 septembre 2003      | Mitoyo Kawate                   | 114                            | 15 mai 1889        | 13 novembre 2003  | 114 ans et 182 jours   | 46 jours    | Japon                  | F    |
| 13 novembre 2003       | Ramona Trinidad Iglesias-Jordan | 114                            | 1er septembre 1889 | 29 mai 2004       | 114 ans et 271 jours   | 197 jours   | Porto Rico             | F    |
| 29 mai 2004            | Maria Esther de Capovilla       | 114                            | 14 septembre 1889  | 27 août 2006      | 116 ans et 347 jours   | 830 jours   | Équateur               | F    |
| 27 août 2006           | Elizabeth Bolden                | 116                            | 15 août 1890       | 11 décembre 2006  | 116 ans et 118 jours   | 106 jours   | États-Unis             | F    |
| 11 décembre 2006       | Emiliano Mercado del Toro       | 115                            | 21 août 1891       | 24 janvier 2007   | 115 ans et 156 jours   | 44 jours    | Porto Rico             | M    |
| 24 janvier 2007        | Emma Tillman                    | 114                            | 22 novembre 1892   | 28 janvier 2007   | 114 ans et 67 jours    | 4 jours     | États-Unis             | F    |
| 28 janvier 2007        | Yone Minagawa                   | 114                            | 4 janvier 1893     | 13 août 2007      | 114 ans et 221 jours   | 197 jours   | Japon                  | F    |
| 13 août 2007           | Edna Parker                     | 114                            | 20 avril 1893      | 26 novembre 2008  | 115 ans et 220 jours   | 469 jours   | États-Unis             | F    |
| 26 novembre 2008       | Maria de Jesus dos Santos       | 115                            | 10 septembre 1893  | 2 janvier 2009    | 115 ans et 114 jours   | 37 jours    | Portugal               | F    |
| 2 janvier 2009         | Gertrude Baines                 | 114                            | 6 avril 1894       | 11 septembre 2009 | 115 ans et 158 jours   | 260 jours   | États-Unis             | F    |
| 11 septembre 2009      | Kama Chinen                     | 114                            | 10 mai 1895        | 2 mai 2010        | 114 ans et 357 jours   | 233 jours   | Japon                  | F    |
| 2 mai 2010             | Eugénie Blanchard               | 114                            | 16 février 1896    | 4 novembre 2010   | 114 ans et 261 jours   | 186 jours   | France                 | F    |
| 4 novembre 2010        | Ana Nogueira de Lucas           | 114                            | 21 juin 1896       | 18 novembre 2010  | 114 ans et 150 jours   | 14 jours    | Brésil                 | F    |
| 18 novembre 2010       | Maria Gomes Valentim            | 114                            | 9 juillet 1896     | 21 juin 2011      | 114 ans et 347 jours   | 215 jours   | Brésil                 | F    |
| 21 juin 2011           | Besse Cooper                    | 114                            | 26 août 1896       | 4 décembre 2012   | 116 ans et 100 jours   | 531 jours   | États-Unis             | F    |
| 4 décembre 2012        | Dina Manfredini                 | 115                            | 4 avril 1897       | 17 décembre 2012  | 115 ans et 257 jours   | 13 jours    | Italie États-Unis      | F    |
| 17 décembre 2012       | Jirōemon Kimura                 | 115                            | 19 avril 1897      | 12 juin 2013      | 116 ans et 54 jours    | 177 jours   | Japon                  | M    |
| 12 juin 2013           | Misao Ōkawa                     | 115                            | 5 mars 1898        | 1er avril 2015    | 117 ans et 27 jours    | 658 jours   | Japon                  | F    |
| 1er avril 2015         | Gertrude Weaver                 | 116                            | 4 juillet 1898     | 6 avril 2015      | 116 ans et 276 jours   | 5 jours     | États-Unis             | F    |
| 6 avril 2015           | Jeralean Talley                 | 115                            | 23 mai 1899        | 17 juin 2015      | 116 ans et 25 jours    | 72 jours    | États-Unis             | F    |
| 17 juin 2015           | Susannah Mushatt Jones          | 115                            | 6 juillet 1899     | 12 mai 2016       | 116 ans et 311 jours   | 329 jours   | États-Unis             | F    |
| 12 mai 2016            | Emma Morano                     | 116                            | 29 novembre 1899   | 15 avril 2017     | 117 ans et 137 jours   | 338 jours   | Italie                 | F    |
| 15 avril 2017          | Violet Brown                    | 117                            | 10 mars 1900       | 15 septembre 2017 | 117 ans et 189 jours   | 153 jours   | Jamaïque               | F    |
| 15 septembre 2017      | Nabi Tajima                     | 117                            | 4 août 1900        | 21 avril 2018     | 117 ans et 260 jours   | 218 jours   | Japon                  | F    |
| 21 avril 2018          | Chiyo Miyako                    | 116                            | 2 mai 1901         | 22 juillet 2018   | 117 ans et 81 jours    | 92 jours    | Japon                  | F    |
| 22 juillet 2018        | Kane Tanaka                     | 115                            | 2 janvier 1903     | 19 avril 2022     | 119 ans et 107 jours   | 1 367 jours | Japon                  | F    |
| 19 avril 2022          | Lucile Randon                   | 118                            | 11 février 1904    | 17 janvier 2023   | 118 ans et 340 jours   | 273 jours   | France                 | F    |
| 17 janvier 2023        | Maria Branyas Morera            | 115                            | 4 mars 1907        | 19 août 2024      | 117 ans et 168 jours   | 580 jours   | États-Unis Espagne     | F    |
| 19 août 2024           | Tomiko Itooka                   | 116                            | 23 mai 1908        | 29 décembre 2024  | 116 ans et 220 jours   | 132 jours   | Japon                  | F    |
| 29 décembre 2024       | Inah Canabarro Lucas            | 116                            | 8 juin 1908        | 30 avril 2025     | 116 ans et 326 jours   | 122 jours   | Brésil                 | F    |
| 30 avril 2025          | Ethel Caterham                  | 115                            | 21 août 1909       | Vivante           | 115 ans et 348 jours   | 96 jours    | Royaume-Uni            | F    |

## Moyen d’identification
Il est difficile de déterminer quelle est la personne la plus âgée actuellement en vie. En effet, la majorité des organismes publics ne délivrent pas d’informations sur leurs administrés, y compris dans le cas d’une recherche de doyen, car ces données relèvent du secret statistique. En outre, toutes les familles ne sont pas nécessairement favorable à la médiatisation de leurs anciens. Par exemple, en France, l’Insee accepte de communiquer aux chercheurs ses fichiers sur les supercentenaires seulement pour les personnes décédées.
La recherche d’un potentiel doyen de l’humanité est donc un travail d’investigation réalisé par des chercheurs ou des passionnés. Ils utilisent Internet et les « alertes Google », ainsi que la presse régionale qui publie régulièrement des articles à l’occasion des anniversaires de leurs aînés.
Lorsqu’une personne est considérée comme un ou une doyenne potentielle de l’humanité, elle est proposée à l’organisation Guinness World Records. Les données sont alors étudiées puis recoupées à partir de documents officiels avant que le titre soit décerné. Ainsi, en 1996, le démographe Jean-Marie Robine et le directeur de la fondation Ipsen ont dressé une liste de plus de 30 documents ayant permis de valider à coup sûr l’âge de Jeanne Calment.
Cette nécessité de repérer les potentiels supercentenaires, puis de valider leur âge ensuite, n’aboutit pas à un résultat fiable à 100 %. C’est pourquoi à côté du doyen officiel existent des doyens contestés, notamment dans les pays où il n’y a pas de « valideur » reconnu.

## Commentaires sur la notion de «doyen de l’humanité»
La notion de doyen de l’humanité est relative et non universelle dans la mesure où les pays ne sont pas tous égaux devant la notion d’enregistrement de l’acte de naissance. L’histoire, la tradition, sans parler de l’obligation écrite de l’administration des actes civils ne sont pas non plus chose établie dans tous les pays au même moment, ni suivant les mêmes critères. Des cas de personnes ayant dépassé le « record » détenu par Jeanne Calment ont été rapportés par exemple en Algérie (alors sous domination française), en Bolivie (un membre d’une tribu autochtone) ou en Inde (alors sous domination britannique), mais sans preuve formelle du fait de l'absence d'état civil. Un exemple plus récent au Chili en témoigne : une femme y serait créditée de 116 ans.
De même, doyenne des Français jusqu'à sa mort en 2021, Tava Colo, originaire de Mayotte, voit son titre contesté parce qu'elle est née sous le régime colonial, à une époque où l'état civil était dressé non pas par des fonctionnaires territoriaux français, mais par les juges musulmans locaux (les qadis).

## Existe-t-il une limite à l’espérance de vie humaine?
La question de la longévité maximale de l’être humain d’un point de vue biologique est loin d’être tranchée. Les scientifiques ont longtemps été persuadés que la longévité humaine avait une limite biologique indépassable – environ 120 ans – sans doute programmée génétiquement au niveau de notre espèce. Cette opinion majoritaire était presque devenue un dogme mais celui-ci, comme bien des certitudes que l’on croyait définitives dans les sciences du vivant, est sérieusement remis en question depuis quelques années, notamment avec le cas de Jeanne Calment. En l’an 2000, John Wilmoth de l’Université de Californie à Berkeley publia dans la revue Science, un article qui a eu un grand retentissement et qui montre que l’âge maximal augmente depuis un siècle et demi, connaissant même une hausse rapide depuis 30 ans, et que rien ne laisse présager qu’il va plafonner, sous réserve d’une bonne hygiène de vie. L’idée d’une limite biologique à notre durée de vie est donc sans fondement sérieux, estime-t-il.
Deux études statistiques récentes montreraient cependant qu'il existe un « plafond de verre », c'est-à-dire un âge limite qui s'impose comme quasi-indépassable, calculé à 115,7 ans pour les femmes et 114,1 ans pour les hommes. John Einmahl, l'un des trois scientifiques qui a réalisé l'une des études déclare « En moyenne, on vit plus longtemps, mais les plus âgés parmi nous ne sont pas devenus plus âgés au cours des trente dernières années. Nous avons incontestablement affaire à un mur. »,. Jeanne Calment, Kane Tanaka, Sarah Knauss et la vingtaine d'autres personnes ayant dépassé les 116 ans seraient alors des exceptions. Une étude scientifique publiée en 2016 par la revue Nature corrobore la longévité exceptionnelle de Jeanne Calment et ajoute qu'elle ne sera probablement jamais égalée.

## Statistiques
Avec toutes les réserves émises précédemment, cette série de données fait apparaître la répartition suivante des doyen(ne)s de l'humanité validé(e)s, pour les décès survenus depuis le 14 janvier 1954. 
Ces regroupements peuvent refléter tant de nombreuses réalités différentes (dont les causes sont à analyser en fonction de l'époque et des zones géographiques) : il convient d'être prudent sur leur interprétation.

### Répartition par sexe
| Sexe   | Nombre | Pourcentage |
| Femmes | 68     | 91,9 %      |
| Hommes | 6      | 8,1 %       |
| Total  | 74     | 100,0 %     |

### Répartition par nationalité
| Nationalité     | Nombre | Pourcentage |
| États-Unis      | 35     | 47,3 %      |
| Japon           | 14     | 18,9 %      |
| France          | 5      | 6,8 %       |
| Royaume-Uni     | 4      | 5,4 %       |
| Brésil          | 3      | 4,1 %       |
| Espagne         | 2      | 2,7 %       |
| Norvège         | 2      | 2,7 %       |
| Porto Rico      | 2      | 2,7 %       |
| Pays-Bas        | 1      | 1,4 %       |
| Tchécoslovaquie | 1      | 1,4 %       |
| Canada          | 1      | 1,4 %       |
| Équateur        | 1      | 1,4 %       |
| Italie          | 1      | 1,4 %       |
| Jamaïque        | 1      | 1,4 %       |
| Portugal        | 1      | 1,4 %       |
| Total           | 74     | 100,0 %     |

Quand une personne possède deux nationalités, seule la nationalité du pays où la personne a immigré et où elle est décédée est comptabilisée.

### Répartition par continent
| Continent            | Nombre | Pourcentage |
| Am. Nord             | 36     | 48,6 %      |
| Europe               | 17     | 23 %        |
| Asie                 | 14     | 18,9 %      |
| Am. Sud, Cent., Car. | 7      | 9,5 %       |
| Total                | 74     | 100,0 %     |

### Évolution de l'âge de décès
Aux âges de décès bruts, présentés en colonnes, est en outre ajoutée une courbe de tendance polynomiale de degré 4. (doit être mis à jour en intégrant les nouvelles données)

## Cas incertains non reconnus par le Guinness des records
Ce paragraphe présente une liste de personnes qui ont postulé, au cours de ces dernières années, au titre de « Doyen de l’Humanité », mais dont l’âge n’a pu être certifié de façon incontestable, leur date de naissance n'ayant pas été vérifiée de manière sûre. Ces données, classées par ordre chronologique en fonction de la date de naissance revendiquée, sont donc soumises à controverse et peuvent pour certaines d’entre elles s’avérer erronées. Cette liste n’est pas exhaustive et sera donc amenée à être remise à jour.
- Li Qingyun, Chinois, mort en 1933 et dont les autorités locales attesteraient qu'il serait né en 1677, le gouvernement l'aurait félicité en 1827 et en 1877 pour ses 150e et 200e anniversaires[47]. Il serait prétendument mort à l'âge de 256 ans.
- Zaro Aga, un Ottoman, aurait eu 157 ans à son décès en 1934[48]. Selon les registres officiels de l’Empire ottoman, il serait né en 1777 à Mutki dans la province de Bitlis et mort en 1934 à Istanbul, ancienne capitale ottomane et présentement la plus grande ville de la République de Turquie.
- Shirali Muslimov, un Azerbaïdjanais mort le 4 septembre 1973 à l’âge prétendu de 168 ans. Son passeport mentionnait qu'il serait né en 1805[49].
- Le Nigérian James Olofintuyi affirmait avoir 170 ans en 2014, ce qui placerait sa date de naissance en 1844[50].
- L’Indonésienne Turinah Masih Sehat, morte le 7 juin 2012, serait née exactement 159 ans plus tôt le 7 juin 1853. En 2010, elle vivait en compagnie de sa fille adoptive, qui aurait fêté ses 108 ans la même année[51].
- L’Éthiopien Dhaqabo Ebba déclare en 2013 avoir dépassé les 160 ans[52], ce qui placerait sa date de naissance revendiquée en 1853.
- Le Népalais Bir Narayan Chaudhary serait né en 1856 et mort en 1997 supposément à l’âge de 141 ans[53].
- Shigechiyo Izumi, citoyen japonais, né le 29 juin 1865 ou en 1880 et mort le 21 février 1986, serait mort à 105 ans au lieu de 120 ans[54].
- Mbah Gotho, un Indonésien, prétendant être né le 31 décembre 1870 sur l’île indonésienne de Java, est mort le 30 avril 2017[55], à l'âge présumé de 146 ans. Sa carte d’identité affiche bien une date de naissance au 31 décembre 1870, une date qui est confirmée par le bureau du recensement indonésien mais selon le quotidien britannique The Independant, il est présentement impossible de vérifier si la date indiquée par les autorités indonésiennes est véridique, et tant que des doutes persistent sur l’authenticité de la date de sa carte d’identité, le titre de « doyen de l’humanité » ne pourra lui revenir[56].
- Feroz-ud-Din Mir, un Indien né le 10 mars 1872 aurait fêté ses 141 ans en 2013[57], avant de mourir le 29 août 2014[58].
- Fatima Mansouri, une Algérienne, aurait fêté ses 142 ans en mars 2015, ce qui place sa date de naissance revendiquée en mars 1873. Elle aurait été âgée de 18 ans en 1891 selon l’état civil algérien. Elle vécut dans le village d’El Hamma en Kabylie[59].
- Teriihaeretei Taaroa, un Polynésien, serait né sur l’île de Raiatea le 14 juin 1873 et mort le 3 janvier 1991 : il aurait donc atteint l’âge de 117 ans et 204 jours selon le Guinness de 1997. Mais ce cas n’a pu être validé faute de documentation suffisante. Si ce cas était avéré, Monsieur Taaora aurait été le doyen de l’humanité du 11 janvier 1988 (date du décès de Florence Knapp) au 3 janvier 1991 (où Carrie C. White aurait pris le relais)[60].
- Moloko Temo serait née le 4 juillet 1874 près de Bochum en Afrique du Sud (province du Limpopo) et morte le 2 juin 2009 peu avant son 135e anniversaire. Des documents d’identité officiels émis en 1988 par le gouvernement local attesteraient de son âge[61].
- Sahan Dosova serait, pour les autorités kazakhes, morte le 9 mai 2009 à 130 ans et 43 jours et aurait donc été la doyenne de l’humanité. Les autorités de son pays semblent attester cette version, d’autant plus que sur ses papiers officiels est mentionnée la date de naissance du 27 mars 1879. Des documents de l’époque soviétique l’attestent par ailleurs[62], mais il était fréquent que les gens se choisissent eux-mêmes une date de naissance[63].
- Zebiche Rokaïa bent Mohamed ben Derradji, Algérienne de la tribu des Ouled Larbi (Tadjenanet), est censée être décédée à l’âge de 131 ans[64]. Présumée née en 1879, elle avait déjà 13 ans à la date de son enregistrement, en 1892, sur le registre de l’état civil. Surnommée Tabib Hadda Bent Tayeb ou encore El Hadja Torkia, elle résidait dans la commune d’El Aouinet, dans la wilaya de Tébessa, avant de mourir le 10 mars 2010 à l’âge supposé de 131 ans[65]. De la tribu des Ouled Larbi (Tadjenanet), elle est présumée née en 1879 puisque, selon son acte de naissance, elle avait déjà 13 ans en 1892, date de son enregistrement sur le registre de l’état civil[66]. Néanmoins, selon le journal algérien Le soir d’Algérie, El Hadja Torkia serait morte plus tard, le 10 mars 2010, à l’âge présumé de 131 ans et aurait même voté aux élections présidentielles d’avril 2009[67].
- Maria Olivia da Silva, Brésilienne qui serait née le 28 février 1880, ce qu'attesteraient plusieurs documents officiels, mais ils sont tous relativement récents. Elle est morte le 8 juillet 2010 à l’âge supposé de 130 ans et 130 jours[68],[69]. Notons que, jusqu’à ce jour, le livre des records brésilien RankBrasil a seulement pu produire des documents datant des années 1970 ou après (acte de naissance, carte nationale d’identité…).
- Antissa Khvitschava, Géorgienne qui serait née dans le village de Sachino le 8 juillet 1880. À l’occasion de son supposé 130e anniversaire, elle avait été présentée à la commission du Livre Guinness des records afin de lui accorder le statut de femme la plus âgée du monde[70]. Elle est morte le 30 septembre 2012 supposément à l’âge de 132 ans et 84 jours.
- Ali Ben Mohamed El Amri, citoyen tunisien et originaire du Sud du pays, serait né le 5 octobre 1880 et aurait fêté son 130e anniversaire le 5 octobre 2010[71]. S’il a pu conserver jusqu’à cet âge-là une assez bonne santé c’est, d’après lui, grâce à la longue marche quotidienne qu’il effectue et à son régime de nutrition très équilibré[72].
- Touti Youssoupova, femme ouzbèke, morte en 2015 et dont les autorités locales affirment qu'elle est née en 1880. Elle serait morte à 134 ans.
- La Chinoise Luo Meizhen prétend être née le 25 août 1885 et aurait fêté ses 127 ans en 2012[73], avant de mourir le 4 juin 2013[74].
- Le Marocain Sidi Kaddour Maksouri serait prétendument né en 1884 et aurait fêté son 123e anniversaire en 2007[75]. Fauconnier et excellent cavalier, il vivait dans sa commune natale à Oulad Frej, qui relève du cercle de Sidi Smaïl (province d'El Jadida). Il n’est pas inscrit sur la liste des doyens de l’humanité tenue par le Guinness International, car l’exactitude de sa date de naissance ne peut être prouvée avec certitude. Sa date de naissance estimée repose sur le fait qu’il affirme avoir eu 10 ans à la mort du sultan Hassan Ier (1836 – 1894)[76].
- João Coelho de Souza, un Brésilien qui revendique être né le 10 mars 1884 et qui aurait donc 131 ans en 2015[56].
- Une Ottomane du nom d'Halim Solmaz serait née le 1er juillet 1884 dans la petite localité de Besiri en Turquie[77] où elle résida jusqu’à sa mort le 29 mars 2012[78] à l’âge supposé de 127 ans et 270 jours.
- Juana Bautista de la Candelaria Rodriguez, décédée le 24 décembre 2012, considérée comme la doyenne de Cuba, réside à Campechuela à 730 km à l’Est de la capitale et aurait été, selon les autorités cubaines, âgée de plus de 125 ans en 2010[79], avant d'atteindre l'âge revendiqué de 127 ans et 326 jours au moment de sa mort[80]. Le registre d’état civil de la municipalité de son lieu de résidence attesterait son âge supposé, mentionnant le 2 février 1885 comme date de naissance.
- Du Pinhua, une Chinoise, serait née le 22 avril 1886 et est morte le 11 décembre 2006 à l’âge supposé de 120 ans et 233 jours[81].
- La Mexicaine Leandra Becerra Lumbreras, qui affirma être la doyenne de l’humanité, serait née en 1887 et est morte le 19 mars 2015. Elle aurait donc eu 127 ans en septembre 2014. Ce record de longévité est impossible à confirmer, car elle aurait perdu son certificat de naissance original lors d’un déménagement en 1974[82]. De plus, un acte de baptême a été retrouvé et qui, s’il s’agit bien de la même personne, lui octroierait plutôt comme date de naissance le 13 mars 1904, lui donnant tout de même l’âge vénérable de 111 ans[83].
- Le Brésilien José Aguinelo Dos Santos serait âgé, selon un extrait de naissance et des papiers d’identité émis par un magistrat en 2001, de 126 ans en juillet 2014. Ancien ouvrier agricole, l’homme résidant à Baru au Brésil affirme être né le 7 juillet 1888[84].
- Mariam Amash, une Arabe israélienne dont l’acte de naissance n’a pas été validé jusqu’à présent par le livre Guinness, affirmait être née en 1888 dans l’Empire ottoman, près de l’actuelle ville de Jisr az-Zarqua (district de Haïfa). Mère de 11 enfants, plusieurs centaines de fois grand-mère et arrière-grand-mère, elle aurait effectué 5 fois le pèlerinage à La Mecque. Elle est morte le 22 décembre 2012 à l’âge supposé de 124 ans[85].
- Le Russe d’origine géorgienne Magomed Labazanov serait né le 1er mai 1890 (13 mai dans le calendrier grégorien) et mort en Russie le 7 septembre 2012 à l’âge de 122 ans[86].
- Maria Lucimar Pereira, une Amérindienne brésilienne[87] prétendument née le 3 septembre 1890, aurait atteint l'âge revendiqué de 132 ans avant de mourir le 21 mai 2022 dans la province d'Acre[88].
- Carmelo Flores Laura, un Bolivien qui aurait eu 123 ans en 2013 selon les registres officiels de la Bolivie[89]. Il serait né officiellement le 16 juillet 1890 et vivait à 4 000 mètres d’altitude dans le hameau perdu de Frasquia, à l’Ouest de La Paz, près du lac Titicaca, se nourrissant de céréales andines et buvant de l’eau de source. Sa famille a indiqué qu’il était mort en juillet 2014 dans un hôpital de La Paz[90].
- La Vietnamienne Nguyên Thi Trù, qui serait née le 20 avril 1893, aurait fêté ses 122 ans le 20 avril 2015 à Hongkong (Chine). Elle meurt le 12 juillet 2016[89]. L’Association des records du monde (WRA) l’a officiellement reconnue en tant que doyenne de l’humanité. Lê Trân Truong An, directeur général de l’Organisation des records du Vietnam (Vietkings), explique que Nguyên Thi Trù a été reconnue en août 2014 en tant que femme la plus âgée du Vietnam et d’Asie[90]. Cette organisation a élaboré trois dossiers concernant l’âge de Nguyên Thi Trù et les a adressés à trois organisations, dont le Guinness World Record (en Grande-Bretagne), l’Association des records du monde (WRA) et l’Union des records du monde (WRU) située en Inde[91],[92],[93].
- Johanna Mazibuko, une Sud-Africaine, serait âgée de 119 ans en 2013. Elle serait née en 1894 d'après l’état civil sud-africain[94].
- Cicilia Laurent, une Haïtienne ayant immigré au Canada après le tremblement de terre de 2010[95], prétendument née le 31 janvier 1896 et morte le 23 mai 2016[96], aurait fêté ses 117 ans en 2013 et serait morte à l’âge de 120 ans en 2016, selon Radio-Canada[97], bien qu’ayant mentionné que son certificat de naissance ait été émis « seulement » un siècle après sa naissance pour lui permettre d’émigrer au Canada[98].
- Filomena Taipe Mendoza, une Péruvienne, décédée le 7 avril 2015, serait née le 20 décembre 1897 au Pérou[99], ce qui place son âge de décès allégué à 117 ans[100].
- Julia Flores Colque, Bolivienne, serait née le 26 octobre 1900 et morte le 24 août 2019. Elle serait morte à l'âge de 118 ans[101].
- Tava Colo, Mahoraise, serait née le 22 décembre 1902 avant de mourir le 1er mai 2021 à l’âge revendiqué de 118 ans[102].